# Kliment Red'ko
Kliment Nikolaïevich Red'ko or Redko (en russe Климент Николаевич Редько ; en ukrainien Климент Миколайович Редько, Klyment Mykolayovych Redko), né 15 (27) octobre 1897 et décédé le 18 février 1956) est un graphiste et peintre russo-ukrainien appartenant à l'avant-garde artistique russe (constructiviste, projectionniste et suprématiste).

## Biographie
Il est né le 15 septembre 1897 à Chelm dans l'Empire Russe (actuelle Pologne).
De 1910 à 1911, il étudie à l'école des peintures d'icônes à Kiev Pechersk Lavra. Il a échoué à l'Ecole de Moscou de peinture, de sculpture et d'architecture.
De 1914 à 1918, il se forme l'École d'encouragement des arts située à Petrograd.
Il effectue son service militaire de 1916 à 1917.
Il a envisagé la révolution comme un symbole de liberté, une chance pour les artistes de s'exprimer librement et Redko a recherché l'invention de sa propre technique.
De 1918 à 1919, il a suivi une formation aux Beaux-Arts de Kiev ( Kiev Art Academy (KKHI).
De 1919 à 1920, Red'ko a étudié au studio d'Aleksandra Ekster avec les étudiants Solomon Nikritin et Nina Genke-Meller. Pendant cette période, il a participé à la décoration des rues à Kiev et Odessa pour les festivités de la Révolution, avec un style abstrait ensemble avec Ekster et Nina Genke-Meller.
De 1920 à 1922, il a étudié la peinture aux ateliers technico-artistiques  (Vkhoutemas) dans la classe de Wassily Kandinsky.
En 1922, il a participé à l'exposition du Musée de la Culture picturale (MSCHK) à Moscou, avec  Kazimir Malevich, Nikritin et Alexander Tyshler. La même année Red'ko a écrit le Manifeste de l'électro-organisme.
De 1923 à 1924, Red'ko, avec Nikritin a développé ses théories de l'électro-organisme et du luminisme. Red'ko a abordé l'aspect scientifique dans l'art qu'il a nommé Electro-organisme en réaction au Constructivisme.
De 1927 à 1935, il vit en France. En 1927, Red'ko se rend à Paris pour améliorer ses compétences artistiques. Il a participé en tant qu'artiste à l'exposition du département des délégués commerciaux russes à Paris, maintenant des contacts avec le journal Le Monde. Ses œuvres ont été exposées au Palais Royal et dans des galeries comme par exemple Grandjean, Castelle, Vignon. Il se lie d'amitié avec Picasso. Les années parisiennes permettent à Red'ko d'acquérir une maturité artistique.
Il a présenté des expositions en solo à Moscou en 1926, à Paris de 1928 à 1930. A Moscou, une exposition personnelle  a été organisée. En 1941, il a travaillé sur le design des affiches de l'agence de nouvelles ITAR-TASS.
Après la seconde guerre mondiale, Red'ko a été exclu du Syndicat des Artistes en mars 1948 en raison de ses inclinaisons bourgeoises et pour avoir « succombé à l'influence d'une culture occidentale corrompue » et d'être « contaminé par le respect pour Paul Cézanne, malgré les directives claires du Parti contre cette pratique », pendant la seconde période de répressions sous Staline. Seulement trois ans plus tard, la seule manière de gagner de l'argent était d'enseigner dans un club d'amateurs d'art pour étudiants de l'Académie d'agriculture de Timiryazev.
L'artiste est décédé sans aucune reconnaissance officielle.